# مندی مکلهینی
مندی مکلهینی (به انگلیسی: Mandy McElhinney) یک بازیگر استرالیایی است.

## فیلم ها
- بانک[۲] در نقش دی-ان
- خاندان هنکوک در نقش جینا راینهارت
- ند کلی در نقش زن جریلدری

## زندگینامه
- مندی مکلهینی در پرت ، استرالیای غربی به دنیا آمد و در لیمان بزرگ شد.[۳]*نام مادر وی "رزماری" و نام پدرش "اندرو" بود.
- وی همچنین خواهر بزرگتر بازیگر استرالیایی "هیلی مکلهینی" است.او و خواهرش هر دو در کودکی به کلاس های درام و آموزش رقص رفته اند.[۴]
- مندی در کودکی به دلیل داشتن موهای قرمز مورد آزار و اذیت دیگر بچه ها واقع میشد و برخی وی را دلقک کلاس خوانده و به او میخندیدند.

## جوایز
- جایزهٔ لوگی برای بهترین بازیگر زن در سریال تلویزیونی-نامزد
- جایزهٔ آکادمی هنرهای سینمایی و تلویزیونی استرالیا برای بهترین بازیگر زن مهمان یا نقش مکمل در یک درام تلویزیونی-برنده